# Rascló elegant
El rascló elegant (Rallus elegans) és una espècie d'ocell de la família dels ràl·lids (Rallidae) que habita zones d'aigua dolça de l'Amèrica del Nord, a la meitat oriental dels Estats Units, Cuba i l'Illa de la Juventud. El nom específic elegans significa ‘elegant’.